# 隱孢子蟲科
隱孢子蟲科（学名：Cryptosporidiidae）是真球虫目下的一个科。

## 下属分类
本科包括以下属：
- 隱孢子蟲屬 Cryptosporidium Tyzzer, 1907
- Piscicryptosporidium Paperna & Vilenkin, 1996